# Шелленберг (Лихтенштейн)
Ше́лленберг (нем. Schellenberg) — община в Лихтенштейне.
Население — 1091 человек (30 июня 2019). Площадь — 3,559 км². Официальный код — 7011. Почтовый индекс — 9488.
В районе Хинтер-Шелленберг находится «Русский памятник».